# Policía Estatal de Chihuahua
La Policía Estatal de Chihuahua es una dependencia de la administración pública estatal centralizada, cuyo objetivo es formular y ejecutar acciones para garantizar el cumplimiento de los principios constitucionales de legalidad, realizando labores de investigación e inteligencia, salvaguardando la integridad de los habitantes del estado.  Se encuentra dividida, para el ejercicio de cobertura logística y operativa a lo largo de la geografía estatal teniendo destacamentos en Bocoyna, Ciudad Juárez, Chihuahua, Ciudad Delicias, Creel, Hidalgo del Parral, Madera.

## Misión y Organización
Salvaguardar la integridad y los derechos de la sociedad, a través de la implementación de medidas de prevención, investigación e inteligencia, fomentando la coordinación entre el Estado y los municipios, con el liderazgo de un mando único, bajo los principios de honradez, legalidad, objetividad, eficiencia y respeto a los derechos fundamentales de los Chihuahuenses. En la actualidad las fuerzas estatales están divididas Fuerzas Estatales (Antes Preventiva) con cerca de mil elementos, Policía vial (cerca de 800 elementos), operaciones rurales (cerca de 300), Inteligencia, División Bancaria y Comercial, el Grupo deOperaciones Especiales que cuenta más de cincuenta elementos entrenados para la intervención en operativos de alto impacto social como cateos, liberación de rehenes y rescate de secuestrados, en instalaciones estratégicas, edificios y domicilios, y contará con una Unidad de Explosivos.